# Leinbach (Dernbach)
Der Leinbach ist ein etwa 1,3 km langer linker Zufluss des Dernbachs im Landkreis Südliche Weinstraße, Bundesland Rheinland-Pfalz.

## Verlauf
Der Leinbach verläuft im Südteil des mittleren Pfälzerwalds. Seine Quelle befindet sich am Südhang unterhalb der Burg Neuscharfeneck. Von dort fließt er in westlicher Richtung. 250 Meter vor der Ortschaft Dernbach ändert er seine Richtung nach Nordwest. Nach weiteren 600 Metern ändert er seine Fließrichtung erneut und fließt in südlicher Richtung nach Dernbach. Im Dorf selbst mündet der Leinbach von links in den Dernbach.